# Dragutin Vragović
Dragutin Vragović, nadimak Tasso (Zagreb, 1901. – Zagreb, 22. siječnja 1973.),  nogometaš i jugoslavenski reprezentativac, te željeznički službenik. Svestran igrač, igrao na pozicijama braniča, pomagača, spojke i vođe navale. Dobar tehničar, borben, te dobar graditelj igre.

## U klubu
Igrao je za zagrebački Građanski od 1918. do 1927. godine s kojim je kao kapetan momčadi osvojio dva naslova državnog prvaka 1923. i 1926. godine. S Građanskim je osvojio i jedno prvenstvo Zagreba, šest Prvenstva Zagrebačkog nogometnog podsaveza, te dva kupa u organizaciji Zagrebačkog nogometnog podsaveza. Za Građanski je u odigrao 96 natjecateljskih utakmica i postigao 46 pogodaka (u prvenstvu 83 utakmice i 36 pogodaka, te u kupu 13 utakmica i 7 pogodaka)

## Reprezentativac
Igrao je na prvoj povijesnoj utakmici za jugoslavensku nogometnu reprezentaciju na Olimpijskim igrama 1920. godine. Ukupno je odigrao 7 reprezentativnih utakmica za Jugoslaviju.  Bio je reprezentativac zagrebačke gradske reprezentacije za koju je odigrao 18 utakmica.